# 四会市
四会市（官方音译：Sihui，郵政式拼音：Szewui），位于中华人民共和国广东省中西部，是肇庆市代管的一个县级市，位于珠江支流绥江下游。市政府驻东城街道四会大道南广场北路。
四會屬珠三角经济圈，有「鱼米之鄉」、「柑橘之鄉」的美稱。有一段時間，四會的河流及空氣汙染嚴重，環境衞生不佳，近年已經有較大改善. 2017年，被评为全国文明城市。2018年10月，四会市入选「综合实力百强县」、2018年度全国投资潜力百强县市、全国绿色发展百强县市、全国科技创新百强县市、全国新型城镇化质量百强县市。
2018年11月，入选2018全国「幸福百县榜」、被科技部确定为首批创新型县（市），入选中国县级市全面小康指数前100名。
2019年10月，入选2019年度全国投资潜力百强县市、2019年度全国绿色发展百强县市、2019年度全国新型城镇化质量百强县市、2019年全国科技创新百强县市、2019年度全国综合实力百强县市

## 历史[14]
拥有2000余年历史的四会古邑，其行政地域虽几经变更，但在岭南地区的政治与经济重镇地位是不容忽视的。
四会是岭南境内最早设置的县份之一。公元前219年，秦始皇派50万大军南征岭南，秦始皇三十三年（公元前214年）平定岭南，设置桂林、南海、象郡。四会属桂林郡。
汉高祖四年（公元前203年），赵佗据岭南立南越国，四会县为其属地。西汉元鼎六年（公元前111年），汉武帝灭南越国，在岭南地复置南海、苍梧、郁林、合浦、交趾、九真、日南、朱崖、儋耳九郡。
三国时期，四会县为吴国属地，黄武五年（226年）将四会县东南部（即今三水、鹤山、新会、江门、开平、台山、斗门等县市部分地区）划出置平夷县（之后晋改为新夷县、南朝宋改新会郡、新会县）。
注： 據《新會鄕土誌》一書，鶴山、新會、江門、開平、臺山等地在秦，漢時期屬於番禺縣）。
隋开皇九年（589年），撤销新招、乐成、化成三县并入四会县。隋大业三年(607年)，复置南海郡。四会县与化蒙县同属于南海郡。
唐武德五年（622年），以四会、化蒙等县地置南绥州。并复置新招、化注（原称“乐成”）、
化穆（原称“化成”）三县，同隶于州。唐龙朔元年（661年），佛教禅宗六祖惠能来到四会，在四会扶卢山（大南山北麓）中隐匿15年。
北宋熙宁六年（1073年），四会割属端州（后改肇庆府）。
明朝嘉靖三十八年（1559年），王钫及巡按御使徐辑采纳了肇庆知府卢磷的建议，割四会县的太平、橄榄、大圃、永义四都，设广宁县。四会县隶属肇庆府。
民国九年（1920年）秋，取消县以下的都、铺行政区划制，改用区、乡（镇）建制。四会隶属粤海道、西北绥靖区，第三专员公署。因其水陆交通发达，三水、高要、广宁、怀集、清远、等周边地区商人往来频繁、商贸活跃，四会成为有名的商埠，有“小广州”之称。
1952年5月，广宁县与四会县合并，称“广四县”。1954年6月。两县分开，将原来属广宁县管辖的黄田、石狗、江谷、江林等乡划归四会管辖。1958年10月，广宁、四会两县再次合并，仍称“广四县”。至1961年4月，两县再次分开。
1993年11月25日，经国务院批准四会撤县设市。

## 地理

### 位置
四会市位于广东省中西部，为平原与山区结合部，属珠江三角洲经济圈。东与佛山市三水区交界，南与鼎湖区相连，西南与高要区相邻，西北与广宁县接壤，东北与清远市清新区毗邻，因“四水会流”而得名。距广州市68公里，距肇庆市42公里，水路距香港123海里。

### 地质
境内出露地层的年代，由老到新有古生界的寒武系、奥陶系、泥盆系、石炭系，中生界的侏罗系，新生界的第三系、第四系。寒武系八村群（TBC）：它的第三亚群在迳口镇的三堆泥和威整镇的瓦屋村有零星出露，此层属地槽型浅海相砂岩沉积。奥陶系（O）：主要分布于黄田、石狗、江谷江林等地，原清塘镇的贞山，江谷镇的西部，下茆镇的上黄岗，地豆镇的三桂山也有出露。泥盆系（D）：分布于威整镇的老山至地豆镇的大板崀，原清塘镇的石溪至迳口镇的山塘寨，罗源镇的石寨至地豆镇的大东、黄帝岭一带。石炭系（G）：仅黄岗圩与大旺有零星出露，这是浅海相碎屑岩、碳酸盐岩及海陆相交替相含煤碎屑岩组成的岩层。下侏罗系（JI）：分布于威整镇的威整圩、鹿布，地豆镇的三桂沙坪，下茆镇的下黄岗和石狗镇的牛鼻咀一带。下第三系（EB）：仅大沙镇的江民有出露。第四系（Q）：按成因分冲积相、冲积洪积相和残积坡积相。根据地质发展史特点，分五个构造时期：加里东运动期，这是地槽沉积时期；印支运动期，这是地台沉积时期；燕山运动甲幕期，这是变质作用时期；燕山运动乙幕期，这是岩浆活动时期；喜马拉雅运动期，这是最新构造活动时期。

### 地形地貌
四会地形平面似竖立桑叶，东西宽约30 千米，南北长约 45 千米。地势从西北向东南倾斜。西南和西北属山地，东部和中部是海拔 50—200 米高的丘陵，东南部为海拔 20 米以下的平原。其中山地 557.12 平方千米，占全市总面积 44.3%；丘陵盆地 392.37 平方千米，占31.2%；平原 308.11 平方千米，占 24.5%。根据自然地势差异，分为西北山区：西接广宁县境，北邻清新县界，包括威整镇，地豆镇的三桂山，江谷镇的江林十二带、联安，下茆镇的蒲洞、石罗、下黄岗等地，约占全县总面积 20%。这类地区土层浅瘦，受山洪冲刷严重。西南沿江山地区：包括绥江两岸黄田、石狗、贞山街道邓村全境，约占全市总面积 35.3%。此区山峦起伏，有海拔 700 米以上的黄牛头山、百僚山、五指山，其余多为 300 米左右的山丘，属多雨区。东部丘陵水土流失区：包括迳口镇大部分地区、原清塘镇东部和下茆镇的渔云，以及市水土保持站及原县茶果场等地，南北走向，地势狭长。此区山丘较高，因山林被滥伐，植被遭破坏，又接近清远暴雨中心地带，雨水冲刷严重，山崩岗塌，水土流失面积达 240 平方千米。中部丘陵区：在龙江河系，部分属漫水河系，含罗源全镇，地豆、江谷、下茆龙湾的大部分和下茆镇的上区，多为海拔 50—150 米的中低丘陵；植被稀疏，林相残缺；土壤普遍被雨水冲刷片蚀，山丘之间构成宽窄不等的垌田、龙窟田和梯田。东南平原区：位于龙江、绥江和北江下游，包括大沙镇、大旺农场、四会镇、济广塘农场和原清塘、下茆、龙湾、迳口等镇的部分地区。区内土地平坦，地势低洼， 塱塘广布，土质多为河流冲积物和宽谷冲积物，土层深厚，有机质丰富。主要山峰共有 35 座，构成北面的三桂山脉，东北面的羊角尖山脉，西北面的百僚山脉和五指山脉，西南面的黄牛头山脉。诸山脉均属南岭余脉，自广宁逶迤南来，山势分别向中部和东部倾斜，形成占全市总面积 55.7% 的山区和丘陵地带。

### 水文
绥江，龙江，曲水河，何礼河，漫水河（威整河），毒水河（独河）经过该市

### 气候
境内大部分地区处于北回归线以南，属亚热带季风气候，湿度偏大，热量丰富，光照充足，雨量充沛，气候温暖，无霜期长，四季适宜耕种。春季（按阴历，下同）：立春至谷雨，华南静止锋活动频繁，低温阴雨多，日照少；惊蛰后气温渐升，雨量渐多，出现雨季及初汛期。此时还有冷空气继续南下影响，少数年份在春分前后会出现“倒春寒”。至谷雨有时还会出现一二次局部冰雹；同时在暖湿气流较弱、干冷空气明显的情况下，部分年份会出现春旱。夏季：立夏至大暑，因受锋面低槽及海洋暖湿气流影响，台风开始活跃，是降雨量最集中的时候。端午节前后，通常会出现“龙舟水”。此时期，气温也明显升高。小暑至大暑期间，常会出现年最高气温天气，因热对流强烈，时有强风、大雷雨及台风天气。大暑以后，多为台风和热雷雨天气，但在副热带高压控制下，还会出现高温干旱炎热天气。秋季：立秋至霜降，秋分前因受太平洋副热带高压控制和台风影响，会出现后讯期。秋分之后，暖湿气流活动减弱，北方冷空气开始南移，天气渐凉，形成秋高气爽天气。寒露前后，冷空气频繁入侵，会出现“寒露风”天气。此时，台风活动减少，受副热带高压及地面冷高脊稳定控制，雨量减少，容易出现秋旱。冬季：立冬至大寒，受北方冷空气和寒潮影响，气候干燥，气温下降，时有霜冻，西北部山区偶有结冰现象。在强冷空气影响下，小寒至大寒为年极端最冷时期。
本县太阳辐射量大，气温较高，夏长冬短。气温分布，自东南向西北逐渐降低，年平均温度，北部的威整镇和江谷江林 19.8℃，南部的大沙镇约 21.5℃，其余地区 20℃左右。2018 年全市总体天气气候特征是“气温偏高，高温天气多；开汛偏晚，旱涝急转快；暴雨强，强对流天气频发，局地洪涝重；初台早，台风影响严重”。全市年平均气温21℃，较常年偏高 0.3℃；全市平均高温日数 38 天，较常年偏多 18.9 天；全年最高气温 37.6℃。降水量1930.3毫米，比常年（1765.9 毫米）偏多1 成。在 6 月 8 日，日最大雨量 212.4 毫米。全年大雨日数 22 天，暴雨日数 7 天，大暴雨日数 3 天。年日照时数 1386.4 小时，比历年平均偏少 261.7 小时。全年未出现霜。雾日数 59 天，轻 雾 日 数 224 天， 霾 日 数 8 天， 雷 暴 日 数 48天。初雷时间 2 月 11 日，终雷时间 9 月 17 日。5 月 7 日开汛，较常年（4 月 8 日）偏晚 31 天，全市入汛前降水偏少 36%，汛期（5 月 7 日—10 月 15 日）降雨量 1505.7 毫米，偏多 29%。

## 自然资源

### 矿产
四会已知主要矿产有燃料、黑色金属、有色金属、贵金属和非金属等种类。燃料矿以煤为主，分布于石狗镇的讴坑、地豆镇的三桂山，属低质煤，煤矸石较多。大沙镇一带有天然气蕴藏。金属矿主要有铁矿，硫铁矿，锡矿，金矿，铜矿，非金属矿有石膏，石灰石，石英石（脉），高岭土，水晶矿，白石，石墨。
铁矿：主要分布于石狗镇的讴坑、石桥、集群，罗源镇的铁坑、红旗、南塘，威整镇的大洲、南龙，大沙镇的光辉、前锋、前进、黄岗等地。矿石含铁48%—52%，最高达58%。另在下茆、地豆、江谷、黄田等镇，还有零星磁铁矿和褐铁矿点出露。硫铁矿：分布于下茆、威整、石狗、贞山邓村、地豆等地。钨矿：分布于邓村的小坑和东城街道的清东。锡矿：分布于石狗镇的南氹。金矿：已发现蕴藏有沙金或脉金的矿点有石狗镇的金坑、严坑尾，下茆镇的上茆、下黄岗，威整镇的淘金井、下大崀，江谷镇的带山，贞山邓村镇的清水塘，黄田镇的荔枝岗及贞山街道的贞山林场等。铜矿：罗源镇的大坑口、清塘镇的下埔有蕴藏。非金属矿有石膏：主要分布于大沙镇的江民、大布，含矿地层为下第三纪内陆湖相沉积，有纤维石膏、泥皮石膏、普通石膏、矿石膏4种。石灰石：分布于迳口镇的迳口，罗源镇的石寨，威整镇的南龙，石狗镇的石桥、都崀等地。油页岩在大沙镇的江民大坑村发现有矿藏。石英石（脉）：分布于大沙镇的光辉、黄田镇的万洞、清塘镇的下布。粘土：石狗镇的酒瓶坑、荷崀蕴藏量较大。高岭土：地豆镇的大布洞、禾崀岗蕴藏量较大。石墨：石狗镇的讴坑、大安、万安等地有蕴藏。白石：下茆镇的上茆雷公山有蕴藏。水晶矿：在威整镇的新村、牛尾发现有蕴藏。
2018年，经多年开采，四会市主要开采矿种只有建筑用花岗岩、砂岩、石料用灰岩、水泥用灰岩四类。年末，生产能力（成品）仅达6067立方米/天（约9100吨），存量建筑用花岗岩成品（未计搅拌站）1.43万立方米（约2.14万吨），瓷土矿设计最大生产能力48.8万吨/年，生产规模8—15万吨/年不等

### 土地
2018年，四会有自然土壤73910公顷，占全市土地总面积53.6%；耕作土壤22689公顷（其中水田土壤19732公顷，旱地土壤2957公顷），为种植和耕作提供土地资源。

## 交通

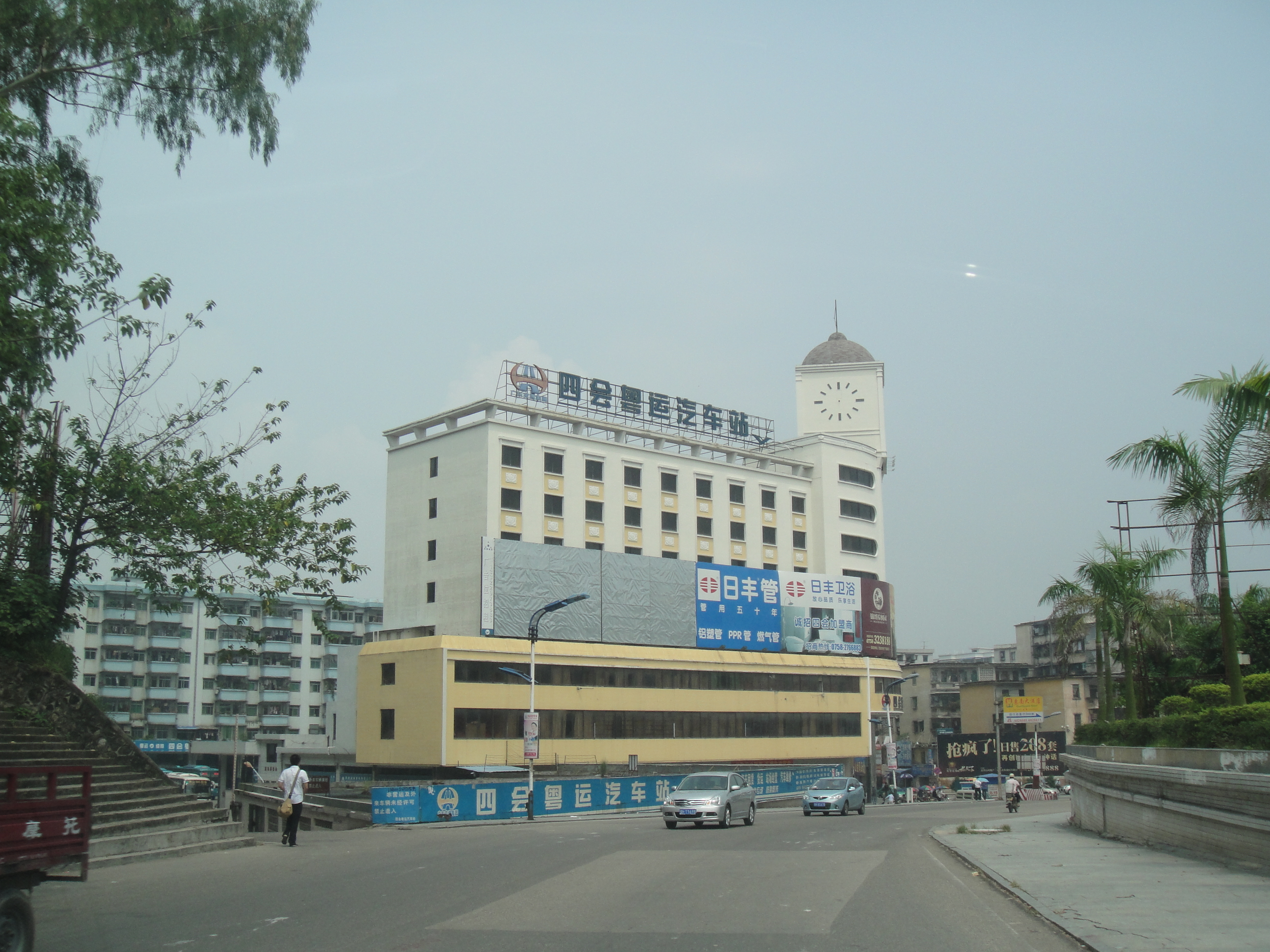
四会粤运汽车站

高速公路： 二广高速、 珠三角环线高速、 广佛肇高速、 汕湛高速
國道： 321国道
铁路：四会站、大旺站（广肇城际铁路）
市内主要的陆路交通是客运汽车，设有四会粤运汽车站（粤运），槎山客运站（四通）和东城汽车站。另外设有大约10条市区公交线路，亦有线路前往各乡镇。水路有位于马房村附近的四会港。
目前，每天有多班長途巴士來往四會至廣州，四會至深圳，四會至香港特別行政區等地.

## 行政区划
四会市下辖3个街道办事处、10个镇：
城中街道、东城街道、贞山街道、龙甫镇、地豆镇、威整镇、罗源镇、迳口镇、大沙镇、石狗镇、黄田镇、江谷镇、下茆镇、广东省济广监狱和肇庆高新技术产业开发区。
境内的两所省属监狱——广东省肇庆监狱（位于城中街道）和广东省四会监狱（位于济广塘），列入同一类似乡级单位——广东省济广监狱。

## 经济
农业主产水稻、蔬菜、花生等，盛产柑橘和橙子。工业则以轻工业为主，有食品、饮料、玉器、摩托车、纸制造等行业。境内还有储量较大的石膏矿区。
南江工业园座落于四会市的南端，位于北江、绥江和西江三江汇合处，地理位置十分优越。东与三水接壤，距广州、佛山只有30多公里；西距国家级历史旅游城市——肇庆市40公里；离四会市城区和贞山旅游区10公里。工业园所处地势高而平展，不受洪涝自然灾害影响。
近幾年，四會市委、市政府實施"工業立市"戰略，走工業園模式發展，創辦市级工業園13個。

## 风景名胜
- 贞山

## 特产
四會種植柑橘已有四百多年，曾被列為貢品，享譽京華。四會仁稔、銀稔、人面果，2001年四會市被国家林业局評為“中国柑橘之乡”，四會砂糖橘被評為中國名優果品。
雖然四會並不出產玉石，但卻是廣東其中一個最大的玉器集散地，因為四會雲集了各地的玉器技師，成為了廣東的玉器加工中心。

## 人物
- 吳仰曾：中國近代首批礦冶工程師。
- 謝志峰：華裔加拿大人，資深傳媒人。
- 溫碧霞：香港資深女演員
- 陈晓华：香港女演员，《2018年度香港小姐競選》冠軍及2019年《國際中華小姐競選》冠軍

華僑及港澳臺人士概況：
截至一九九三年，祖籍四會市的華僑有十四萬多人，祖籍四會市的港澳臺人士約有四萬五千人.
( 資料來源：<四會縣志> 一九九五年十月初版，廣東人民出版社 )